# 歴史書一覧
歴史書一覧（れきししょいちらん）は歴史書の一覧。地域・年代順。一部厳密に分類すると「歴史物語」に属し、史料としては価値が劣るものも含むので取扱いについては注意する。なお、用語としての「歴史書」については歴史書の項目を参照。

## 日本

### 飛鳥時代
- 『天皇記』、『国記』、『臣連伴造国造百八十部并公民等本記』（聖徳太子・蘇我馬子）
- 『帝紀』（川島皇子・忍壁皇子）
- 『旧辞』
- 『上宮記』

### 奈良時代
- 『粟鹿大明神元記』
- 『古事記』（太安万侶・稗田阿礼）
- 六国史
  - 『日本書紀』（舎人親王・藤原不比等）
  - 『続日本紀』（藤原継縄・菅野真道・淡海三船）
  - 『日本後紀』（藤原緒嗣）
  - 『続日本後紀』（藤原良房）
  - 『日本文徳天皇実録』（藤原基経）
  - 『日本三代実録』（藤原時平）
- 『伊吉博徳書』（伊吉連博徳）
- 『高橋氏文』
- 『藤氏家伝』（藤原仲麻呂・延慶）
- 『因幡国伊福部臣古志』
- 『日本帝記』
- 『上宮聖徳法王帝説』
- 『異本太子伝』
- 『上宮皇太子菩薩伝』（思託）
- 『住吉大社神代記』
- 『穂積三立解』

### 平安時代以降
- 『皇太神宮儀式帳』
- 『止由気宮儀式帳』
- 『大神宮諸事雑記』
- 『上宮聖徳太子捕闕記』
- 『国造本紀』
- 『日本紀略』
- 『扶桑略記』（皇円?）
- 『類聚国史』（菅原道真）
- 『古語拾遺』（斎部広成）
- 『日本霊異記』（景戒）

- 『旧事紀（異本含む）』
  - 『先代旧事本紀』
  - 『白河本『旧事紀』』
  - 『延宝本『旧事紀』』
  - 『鷦鷯伝本『旧事紀』』
- 『釈日本紀』（卜部兼方）
- 『新撰姓氏録』
- 『尊卑分脈』（洞院公定）
- 『大宰管内志』
- 『本朝皇胤紹運録』（洞院満季）
- 『御堂関白記』（藤原道長）
- 『権記』（藤原行成）
- 『百練抄』
- 『日本書紀私記』（多人長・矢田部公望ら）
- 『小右記』（藤原実資）
- 『日本逸史』（鴨祐之）
- 『天書』（斎部浜成?）
- 『中右記』（藤原宗忠）
- 『新国史』（藤原実頼・大江朝綱ら）
- 『政事要略』（藤原実資・惟宗充亮）
- 『平家物語』（不明）
- 『源平盛衰記』
- 『大鏡』（不明）
- 『今鏡』（不明）
- 『栄花物語』（赤染衛門?）
- 『水鏡』（中山忠親?）
- 『日本紀』（中巌円月）
- 『将門記』（不明）
- 『本朝世紀』（信西）
- 『愚管抄』（慈円）
- 『玉葉』（九条兼実）
- 『吾妻鏡』（不明）
- 『鎌倉年代記』
  - 『北条九代記』
- 『保暦間記』（不明）
- 『古事記裏書』（北畠親房・卜部兼文）
- 『増鏡』（二条良基?洞院公賢?）
- 『日本書紀纂疏』（一条兼良）
- 『神皇正統記』（北畠親房）
- 『太平記』（不明）
- 『難太平記』（今川貞世）
- 『梅松論』（不明）
- 『明徳記』（不明）
- 『応仁記』（不明）
- 『鉄炮記』（南浦文之）
- 『公卿補任』（不明）

### 江戸時代以降
- 『天正記』（大村由己）
- 『川角太閤記』（川角三郎右衛門）
- 『信長公記』（太田牛一）
- 『三河物語』（大久保忠教）
- 『異国日記』（以心崇伝）
- 『中古日本治乱記』（山中長俊）
- 『群書類従』（塙保己一）
- 『続群書類従』（塙保己一）
- 『日本国記』
- 『読史余論』（新井白石）
- 『古史通』（新井白石）
- 『異称日本伝』（松下見林）
- 『徳川実紀』（成島司直）
- 『続史愚抄』（柳原紀光）
- 『日本外史』（頼山陽）
- 『大日本史』（徳川光圀ほか）
- 『本朝通鑑』（林羅山、林鵞峰）
- 『大日本野史』（飯田忠彦）
- 『前々太平記』（平住専安（建春山人・橘墩））
- 『閥閲録』（永田政純（萩藩））
- 『国史略』（巌垣松苗）
- 『通航一覧』（林復斎）

### 近代以降
- 『名将言行録』（岡谷繁実）

- 『史籍集覧』（近藤瓶城）
- 『徳川十五代史』（内藤耻叟）
- 『明治天皇紀』
- 『開国五十年史』（大隈重信）
- 『大正天皇実録』
- 『二千五百年史』（竹越与三郎）
- 『近世日本国民史』（徳富蘇峰）
- 『日本開化小史』（田口卯吉）
- 『日本二千六百年史』（大川周明）
- 『昭和天皇実録』

### 琉球
- 『歴代宝案』
- 『おもろさうし』
- 『中山世鑑』
- 蔡鐸本『中山世譜』
- 蔡温本『中山世譜』
- 『中山世譜』
- 『球陽』　琉球王国編年史
  - 『遺老説伝』
- 『琉球国由来記』

### 西洋人による日本記述
- 『日本王国記』（ベルナルディーノ・デ・アビラ・ヒロン）
- 『日本見聞録』（ロドリゴ・デ・ビベロ）
- 『日本大王国志』（フランソワ・カロン）
- 『日本誌』（エンゲルベルト・ケンペル）
- 『日本』（フィリップ・フランツ・フォン・シーボルト）
- 『日本史』（ルイス・フロイス）

## 東アジア

### 中国大陸
- 二十四史

| - 『史記』 - 『漢書』 - 『後漢書』 - 『三国志』 - 『晋書』 - 『宋書』 | - 『南斉書』 - 『梁書』 - 『陳書』 - 『魏書』 - 『北斉書』 - 『周書』 | - 『隋書』 - 『南史』 - 『北史』 - 『旧唐書』 - 『新唐書』 - 『旧五代史』 | - 『新五代史』 - 『宋史』 - 『遼史』 - 『金史』 - 『元史』 - 『明史』 |

- 『新元史』
- 『清史稿』
- 『書経』
- 『春秋』
  - 『春秋左氏伝』
  - 『春秋公羊伝』
  - 『春秋穀梁伝』
- 『春秋経伝集解』
- 『国語』
- 『繋年』
- 『越絶書』
- 『呉越春秋』
- 『竹書紀年』
- 『漢紀』
- 『東観漢記』
- 『竹書紀年』
- 『十六国春秋』
- 『大唐創業起居注』
- 『九国志』
- 『十国春秋』
- 『南唐書』
- 『十八史略』
- 『通典』
- 『契丹国志』
- 『資治通鑑』
- 『通鑑前編』
- 『通鑑外紀』
- 『通鑑続編』
- 『続資治通鑑長編』
- 『資治通鑑綱目』
- 『通鑑紀事本末』
- 『宋史紀事本末』
- 『元史紀事本末』
- 『明史紀事本末』
- 『左伝紀事本末』
- 『西夏紀事本末』
- 『三藩紀事本末』
- 『遼史紀事本末』
- 『金史紀事本末』
- 『続資治通鑑長編紀事本末』
- 『皇宋通鑑長編紀事本末』
- 『続通鑑紀事本末』
- 『大金国志』
- 『三朝北盟会編』
- 『繹史』
- 『綱鑑易知録』
- 『蒙兀児史記』
- 『明朝会典』
- 『皇明通紀』
- 『明紀輯略』
- 『明通鑑』
- 『明季北略』
- 『清実録』
- 『西魏書』
- 『八旗通志』
- 『二十二史考異』
- 『二十二史箚記』

### 台湾
- 『台湾通史』（連横）
- 『台湾人四百年史』（史明）

### 朝鮮半島
古代朝鮮半島関連の中国文献も参照
- 『百済三書』（『日本書紀』に引用される「百済記」「百済新撰」「百済本記」の総称）
- 『三国史記』
- 『三国遺事』
- 『三国史節要』
- 『高麗史』
- 『海東諸国記』
- 『朝鮮王朝実録』
- 『朝鮮王室儀軌』
- 『高麗史節要』
- 『高麗史提綱』
- 『高麗実録』
- 『渓陰漫筆』
- 『承政院日記』
- 『燃藜室記述』
- 『日省録』
- 『東国通鑑』
- 『東国史略』

## 南アジア

### インド
- 『バーブル・ナーマ』（バーブル、チャガタイ語）
- 『フィリシュタの歴史』（フィリシュタ、ペルシア語）
- 『ムガル帝国誌』(フランソワ・ベルニエ、フランス語)

### スリランカ
- 『マハーワンサ（Mahāvaṃsa）』（著者不明、パーリ語）
- 『チューラワンサ（Cūḷavaṃsa）』（著者不明、パーリ語）
- 『ディーパワンサ（Dipavaṃsa）』（著者不明、パーリ語）

### チベット
- 『フゥラン・テプテル』(クンガードルジェ)

## 東南アジア

### ベトナム
- 『大越史記全書』
- 『ベトナム史略』
- 『大南寔録』
- 『欽定越史通鑑綱目』

### タイ
- 『アユタヤ王朝年代記』
- 『チエンマイ年代記』
- 『シャム王国誌』（シモン・ド・ラ・ルベール、フランス語）

### カンボジア
- 『王の年代記』
- 『真臘風土記』（周達観、漢語）

### ミャンマー
- 『玻璃年代記（မှန်နန်း မဟာ ရာဇဝင်တော်ကြီး　マンナン・ヤーザウィン）』
- 『大年代記（မဟာ ရာဇဝင်တော်ကြီး　マハー・ヤーザウィン）』
- 『ビルマ語王統史（မဟာ ရာဇဝင်တော်ကြီး）　ヤーザウィンジョー』

### インドネシア
- 『ジャワ年代記（Babad Tanah Jawi）』（ジャワ語）
- 『パララトン（Kitab Raja-Raja）』（カウィ語）
- 『ナーガラクルターガマ（Nāgarakěrtāgama）』（プラパンチャ）

### マレーシア
- 『スジャラ・ムラユ（Sulalatus Salatin）』

## 中央ユーラシア

### モンゴル
- 『元朝秘史』（著者不明、1240年、モンゴル語）
- 『聖武親征録』（著者不明、漢語）
- 『長春真人西遊記』（丘長春、漢語）
- 『われらがタルタル人と呼びたるところのモンゴル人の歴史 (Historia Mongalorum quos nos Tartaros appellamus)』（プラノ・カルピニ、ラテン語）
- 『旅行記 (Itinerarium)』（ウィリアム・ルブルック、ラテン語）
- 『東方見聞録（世界の叙述） (Il Milione)』（マルコ・ポーロ、イタリア語）
- 『世界征服者の歴史 (Ta'rīkh-i jahān-gushāī)』（ジュヴァイニー、1260年、ペルシア語）
- 『集史 (Jāmi'al-Tawārīkh)』（ラシードゥッディーン、1324年、ペルシア語）
- 『元史』（宋濂，高啓など、1369年、漢語）
- 『チャガン・テウケ』（モンゴル語）
- 『アルタン・ハーン伝』（モンゴル語）
- 『蒙古源流（エルデニイン・トブチ）』（サガン・セチェン・ホンタイジ、1662年、モンゴル語）
- 『シラ・トージ』（モンゴル語）
- 『アサラクチ史』（シャンバ・エルケ・ダイチン、1677年、モンゴル語）
- 『アルタン・トプチ (著者不明)』（モンゴル語）
- 『アルタン・トプチ (ロブサンダンジン)』（ロブサンダンジン、モンゴル語）
- 『アルタン・ナプチト・テウケ』（モンゴル語）
- 『欽定外藩蒙古回部王公表伝（表伝）』（祁韻士、1779年、満州語，漢語，モンゴル語）
- 『ガンガイン・ウルスハル』（ゴムボジャブ、1725年、モンゴル語）
- 『蒙古世系譜』（ロミ、1735年、モンゴル語）
- 『四オイラト史』（ガワンシャラブ、1737年）
- 『アルタン・クルドゥン・ミンガン・ケゲストゥ・ビチク』（シレゲトゥ・グーシ・ダルマ、1739年、モンゴル語）
- 『ジュンガル・ハン国史（1635年 - 1758年）』（ズラートキン、ロシア語）
- 『アルタン・トプチ (メルゲン・ゲゲン)』（メルゲン・ゲゲン、1765年、モンゴル語）
- 『ボロル・エリケ』（ラシプンスク、1774年 - 1775年、モンゴル語）
- 『四オイラト史』（バートル・ウバシ・トゥメン、1819年）
- 『チンギス・カンよりティムール・ベイすなわちタメルランに至るモンゴル族の歴史（蒙古史、モンゴル帝国史）』（ドーソン、1834年 - 1835年、フランス語）

### 東トルキスタン
- 『勝利の書』（ニザームッディーン・シャーミー）
- 『于闐国懸記』（チベット語、8－10世紀）

### 西トルキスタン
- 『ブハーラー史(Tarikh-i Bukhara)』（ナルシャヒー(al-Narshakhi)、943年、アラビア語）
- 『モンゴル帝国史』（ドーソン、1834年 - 1835年、フランス語）
- 『テュルクの系譜』（アブル＝ガーズィー・ハーン、チャガタイ語）
- 『トルクメンの系譜』（アブル＝ガーズィー・ハーン、チャガタイ語）

## 西アジア

### 古代オリエント
- 『シュメール王名表』
- 『アッシリア王名表』
- 『バビロニア天文日誌』
- 『偶像の書』（イブン・アルカルビー、9世紀）

### イスラーム
- 『預言者ムハンマド伝（Sīra Rasūl Allāh）』（ イブン・イスハーク、8世紀）
- 『伝記集成（Kitāb al-Ṭabaqāt al-Kabīr）』（イブン・サアド、9世紀）
- 『諸使徒と諸王の歴史 (Ta'rīkh al-Rusul wa al-Mulūk)』（タバリー、915年まで　アラビア語）
- 『エジプトおよびマグリブ征服誌（Futūḥ Miṣr wa Akhbārhā）』（イブン・アブドゥル＝ハカム、871年没）
- 『諸国征服誌（Futūḥ al-Buldān』（バラーズリー、892年没）
- 『ヤアクービー史（Ta'rīkh al-Ya`qūbī）』（ヤアクービー、897年没）
- 『長史（Kitāb al-Akhbār al-Ṭiwāl）』（ディーナワリー、895年没）
- 『征服誌（Kitāb al-Futūḥ）』（イブン・アウサム・クーフィー、926年頃没）
- 『黄金の牧場と宝石の鉱山（Murūj al-Dhahab wa Ma`ādin al-Jawāhir）』 （マスウーディー 956年没）
- 『諸国家の経験（Tajārib al-Uman wa Ta`āqib al-Himam）』（ミスカワイヒ、1030年没）
- 『バイハキー史（Tārīkh-i Bayhaqī）』（アブー・ファズル・バイハキー、1077年没　ペルシア語）
- 『歴史における胸臆の安息と喜悦の表象（Rāḥat al-Ṣudūr va Āyat al-Surūr dar Tārīkh）』（ラーヴァンディー、セルジューク朝史 1207年擱筆）
- 『セルジュークの書（Saljūq Nāma）』（ザヒールッディーン・ニーシャープーリー、1186年頃没）
- 『尊厳なる国事における尊厳なる命令（al-Avāmir al-`Alā'iyya fī al-Umūr al-al-`Alā'iyya）』（イブン・ビービー、ルーム・セルジューク朝史 13世紀）
- 『タバリスターン史（Tārīkh-i Ṭabaristān）』（イブン・イスファンディヤール、1217年擱筆 ペルシア語）
- 『歴史の完全なるもの（完史、全史） (al-Kāmil fī al-ta'rīkh)』（イブン・アスィール、アラビア語）
- 『スルターン・ジャラールッディーン・マンクビルニー伝 (Sīrat al-sulṭān Jalāl al-dīn Mankubirnī)』（ムハンマド・アン＝ナサウィー、1241年、アラビア語）
- 『世界征服者の歴史 (Tārīkh-i jahān-gushāī)』（ジュヴァイニー、1260年、ペルシア語）
- 『ナースィル史話（Ṭabaqāt-i Nāṣirī）』（ジューズジャーニー、1260年、ペルシア語）
- 『ファフリーの書（al-Fakhrī fī al-Ādāb al-Sulṭānīya wa al-Duwal al-Islāmīya）』（イブン・ティクタカー、1302年擱筆、アラビア語）
- 『諸王国史略 (Ta'rīkh muḥtaṣar al-duwal)』（グレゴリー・アブル・ファラジュ、アラビア語）
- 『集史 (Jāmi` al-Tawārīkh)』（ラシードゥッディーン、1311年、ペルシア語）
- 『国土の分割と歳月の推移 (Kitāb-i tajzīya al-amṣār wa tazjīya al-ā'ṣār)』（ワッサーフ・アル＝ハズラト、1328年以降、ペルシア語）
- 『ヘラート市礼讃における極楽園 (Kitāb-i rauḍāt al-jannāt fī auṣāf-i madīnat al-Harāt)』（ムイーヌッディーン・ムハンマド・アル＝イスフィザーリー、1490-91年、ペルシア語）
- 『尊厳なる系譜 (Mu'izz al-ansāb)』（著者不明、1427年、ペルシア語）
- 『テュルクの系譜 (Shajarat-i Turk)』（アブル＝ガーズィー・バハードゥル・ハン、チャガタイ語）
- 『ザーヒル王伝 (Sīrat al-Malik al-Ẓāhir)』（Muḥī al-dīn ibn 'Abd al-Ẓāhir）
- 『ザーヒル王伝抜萃国王美徳記 (Kitāb ḥasan al-manāqib al-muntaza'a min al-sīrat al-Ẓāhirīya)』（シャーフィー・アル＝カーティブ、アラビア語）
- 『日々年々の栄光、すなわちスルターン・マンスール王伝 (Tashrīf al-ayyām wa'l-'uṣūr fī sīrat al-sulṭān al-Malik al-Manṣūr)』（著者不明、アラビア語）
- 『スルターン、国王、軍隊史 (Tawārīkh al-salāṭīn wa'l-mulūk wa'l-a'sākar)』（シャムスッディーン・アル＝シュジャーイー、アラビア語）
- 『人文各科訓練の範囲（文芸諸術における目的の達成） (Nihāyat al-arab fī funūn al-adab)』（アル＝ヌワイリー（アラビア語版）、アラビア語）
- 『輝ける星、エジプトとカイロの国王史 (Al-nujūm al-Ẓāhira fī mulūk Miṣr wa'l-Qāhira)』（ジャマールッディーン・アブル＝マハースィン・ユースフ、アラビア語）
- 『諸王国の知識の道、マムルーク王朝史 (Al-sulūk li ma'rifat duwal al-mulūk)』（アル＝マクリーズィー、アラビア語）
- 『スルターンたちとイスラム王朝の文化 (Kitāb fī'l-adāb al-sulṭānīya wa'l-duwal al-Islāmīya)』（著者不明、アラビア語）
- 『諸王国視察旅行記 （諸都市の諸王国に関する視覚の諸道）(Masālik al-abṣār fī mamālik al-amṣār)』（アル＝ウマリー（アラビア語版））
- 『イスラームの歴史 (Ta'rīkh al-Islām)』（シャイフ・シャムスッディーン・アッザハビー、アラビア語）
- 『イスラームの諸王国 (Duwal al-Islām)』（シャイフ・シャムスッディーン・アッザハビー、アラビア語）
- 『イバルの書』（『歴史序説』）（イブン・ハルドゥーン）
- 『道程の書』（アル＝マクリーズィー）
- 『清浄の園 (Rauḍat al-ṣaffā)』（ミールホーンド、15世紀末〜1523年頃 ペルシア語）
- 『伝記の伴侶（Ḥabīb al-Siyar）』（ホーンダミール、1524年以降、ペルシア語）
- 『バーブル・ナーマ』（バーブル、チャガタイ語）
- 『天文学者長の歴史 (Ta'rīkh-i münejjim-bāshī)』（アハマド・ブヌ・ムハンマド・ナディーム、1720年、トルコ語）
- 『歴史 (Ta'rīkh-i Qipchāq-khānī)』（キプチャク・カン、ペルシア語）

### ユダヤ
- 『ユダヤ戦記』、『ユダヤ古代誌』（フラウィウス・ヨセフス、ラテン語）

### アルメニア
- 『アルメニア人の歴史』（アガサンゲロス）

## ヨーロッパ

### ギリシア
- 『歴史』（ヘロドトス）
- 『戦史』（トゥキディデス）
- 『世界概説』（ミレトスのヘカタイオス）
- 『アナバシス』、『ギリシア史』（クセノポン）
- 『アレクサンドロス東征記』（アッリアノス）
- 『対比列伝』（プルタルコス）
- 『ギリシア案内記』（パウサニアス）

### ローマ
- 『ローマ史（ギリシア語: Ῥωμαϊκά）』（アッピアノス）
- 『ローマ古代史（ギリシア語: Ῥωμαικὴ ἀρχαιολογία）』（ハリカルナッソスのディオニュシオス）
- 『歴史（ ギリシア語: Ἱστορίαι）』（ポリュビオス、ギリシア語）
- 『英雄伝（Liber de excellentibus ducibus exterarum gentium）』（コルネリウス・ネポス）
- 『ガリア戦記（Commentarii de Bello Gallico）』、『内乱記（Commentarii de Bello Civili）』（カエサル）
- 『カティリナ戦記（Bellum Catilinae ）』、『ユグルタ戦記（Bellum Iugurthinum）』（ガイウス・サッルスティウス・クリスプス）
- 『歴史二巻（Histriarum Libri Duo）』（ウェッレイウス・パテルクルス）
- 『歴史叢書（ギリシア語: Βιβλιοθήκη ἱστορική）』（シケリアのディオドロス）
- 『ローマ史（Ab Urbe Condita）』（ティトゥス・リウィウス）
- 『年代記（Annales）』、『同時代史（Historiae）』、『ゲルマニア（Germania）』（タキトゥス）
- 『ユダヤ戦記（ギリシア語: Φλαυίου Ἰωσήπου ἱστορία Ἰουδαϊκοῦ πολέμου πρὸς Ῥωμαίους βιβλία）』、『ユダヤ古代誌（ギリシア語: Ἰουδαϊκὴ ἀρχαιολογία）』（フラウィウス・ヨセフス）
- 『対比列伝（Vitae Parallelae）』（プルタルコス）
- 『皇帝伝（De vita Caesarum）』（ガイウス・スエトニウス・トランクィッルス）
- 『ローマ史（Historia Romana）』（カッシウス・ディオ）
- 『歴史（Res Gestae）』（マルケリヌス・アンミアヌス）
- 『ローマ皇帝群像（Historia Augusta）』

### ゲルマン
- 『ゴート史(De rebus Geticis)』（ヨルダネス）
- 『ランゴバルド史(Historia Langobardorum)』（パウルス・ディアコヌス）
- 『ランゴバルド人の起源（Origo Gentis Langobardorum）』（著者不明）
- 『ゴート・ヴァンダル・スエウィ王国史（Historia de regibus Gothorum, Vandalorum et Suevorum）』（イシドールス）
- 『西ゴート王国年代記（Chronica Regum Visigothorum）』（イシドールス）
- 『歴史十巻（Decem Libri Historiarum フランク史）』（トゥールのグレゴリウス、ラテン語）
- 『フレデガリウス年代記（Chronica Fredegarii）』『フレデガリウス年代記続編（Continuationes Fredegarii）』（著者不明）
- 『カール大帝伝（Vita Caroli Magni）』（アインハルト）
- 『フランク王国年代記（Annales regni Francorum）』（著者不明）
- 『フランクの歴史の書（Liber Historiae Francorum）』（著者不明）
- 『メッス原初年代記（Annales Mettenses Priores）』（著者不明）
- 『皇帝ルドヴィクスの生涯（Vita Hludovici Imperatoris）』（アストロノムス）
- 『フルダ年代記（Annales Fuldenses）』（著者不明）
- 『サンベルタン年代記（Annales Bertiniani）』（著者不明）
- 『プリュムのレギーノの年代記（Chronicon）』（レギノ・プルミエンシス）

### フランス
- 『フランス大年代記（Grandes Chroniques de France）』
- 『ランス教会史』（フロドアール）
- 『ルイ6世伝（Vita Ludovici regis）』、『ルイ7世伝（Historia gloriosi regis Ludovici）』（シュジェール）
- 『聖王ルイの生涯（フランス語: livre des saintes paroles et des bons faiz de nostre saint roy Looÿs）』（ジャン・ド・ジョワンヴィル）
- 『フロワサールの年代記（Chroniques）』（ジャン・フロワサール）

### イギリス
イングランド、スコットランド、ウェールズを含む。
- 『ブリトン人の没落』（ギルダス）
- 『イングランド教会史』（ベーダ・ヴェネラビリス）
- 『ブリトン人の歴史』（ネンニウスとも）
- 『アルフレッド大王伝』（アッサー）
- 『アングロサクソン年代記』（著者不明）
- 『大年代記』『小歴史』（マシュー・パリス）
- 『歴代イングランド王の事績』、『イングランド司教たちの事績』、『現代史』（マームズベリのウィリアム）
- 『アングル人の歴史』（ハンティングトンのヘンリー）
- 『カンブリア（ウェールズ）年代記』

### ドイツ
- 『サクセン史』（著者不明）
- 『皇帝年代記』（著者不明）
- 『年代記』『フリードリヒ皇帝伝』（フライジングのオットー）
- 『ニュルンベルク年代記』（著者不明）

### イタリア
- 『新年代記』（ジョヴァンニ・ヴィッラーニ）
- 『イタリア史』（フランチェスコ・グイチャルディーニ）
- 『フィレンツェ史』（ニッコロ・マキャヴェッリ）
- 『歴代教皇伝』（教皇領、バルトロメオ・プラティナ）

### スペイン
- 『ターリーフ』（イブン・ハビーブ、9世紀）
- 『アンダルシア学者列伝』（イブン・アルファラディー）
- 『グラナダ史』（イブン・アル＝ハティーブ、14世紀）
- 『スペイン全史』（ファン・デ・マリアーナ）
- 『カトリック両王年代記』（フェルナンド・デ・プルガール）

### 北欧
デンマーク、ノルウェー、スウェーデン、アイスランド、グリーンランドを含む。
- 『デンマーク人の事績』（サクソ・グラマティクス）
- 『ヘイムスクリングラ』（スノッリ・ストゥルルソン）
- 『アイスランド人の書』（アリ・ソルギルスソン）
- 『植民の書』

### 東ローマ（ビザンツ）帝国
- 『戦史』『建築について』『秘史』（プロコピオス）
- 『テオファネス年代記』（テオファネス）
- 『ミカエル・プセルロスの年代記』（ミカエル・プセルロス）
- 『アレクシアス（アレクシオス1世伝）』（アンナ・コムネナ）
- 『年代記』（ニケタス・コニアテス）
- 『コンスタンティノープル征服記』（ジョフロワ・ド・ヴィルアルドゥアン、フランス語）
- 『モレア年代記』（著者不明）

### ハンガリー
- 『ベーラ王の匿名の記録者による業績録』（著者不明。1196から1203年の間。原題 Gesta Hungarorum)
- 『フン族とハンガリー人の業績録』（ケーザのシモン。1282から1285年の間。原題 Gesta Hunnorum et Hungarorum)
- 『彩飾年代記』（著者不明。1473年。原題 Chronicon Pictum)
- 『ブダ年代記』（András Hess。1360年以前。原題 Buda Chronicle)

### ポーランド
- 『匿名のガルの年代記』（匿名のガル。1112から1118年頃。原題 Gesta principum Polonorum）

### チェコ
- 『コスマスの年代記（Chronica Boemorum）』（コスマス。1125年。）
- 『ダリミルの年代記（Dalimilova kronika）』（ダリミル。1314年。）
- 『ズブラスラブ年代記（Chronicon aulae regiae）』（ツィッタウのペトラ。1314年。）

### ラトヴィア
- 『リヴォニア地方年代記』（バルタザール・ルソヴ）

### 東スラヴ
- 『原初年代記』（キエフ・ペチェールスキー修道院他、1939年）
- 『キエフ年代記』
- 『ガリーチ・ヴォルイニ年代記』
- 『ラジヴィウ年代記』（著者不明）

### 近現代以降
近代歴史学確立以降の著名な歴史書。
- 『世界史概観』（レオポルト・フォン・ランケ）
- 『ヨーロッパ文明史』（フランソワ・ピエール・ギヨーム・ギゾー）
- 『イタリア・ルネサンスの文化』（ヤーコプ・ブルクハルト）
- 『封建社会』（マルク・ブロック）
- 『ユダヤ人と経済生活』（ヴェルナー・ゾンバルト）
- 『近代史における国家理性の理念』（フリードリヒ・マイネッケ）
- 『中世ヨーロッパ社会経済史』（アンリ・ピレンヌ）
- 『文明化の過程』（ノルベルト・エリアス）
- 『中世の秋』（ヨハン・ホイジンガ）
- 『地中海』（フェルナン・ブローデル）
- 『近代世界システム論』（イマニュエル・ウォーラーステイン）
- 『市民革命と産業革命』（エリック・ホブズホーム）
- 『西洋の勃興』（ウィリアム・マクニール）
- 『監獄の誕生』（ミシェル・フーコー）

## アフリカ
- 『大旅行記』（イブン・バットゥータ）
- 『カノ年代記』
- 『スーダン史』（アブドゥラマン・アッサディ）
- 『アフリカ誌』（レオ・アフリカヌス、イタリア語）

### エジプト
- 『エジプト史』（マネト）
- 『エジプト・マグリブ征服史』（イブン・アブド・アルハカム、9世紀）
- 『シリアの稲妻（サラーフ・アッディーン伝）』（イマード・アッディーン、12世紀）
- 『花々のめずらしさ』（イブン・イヤース）
- 『輝ける星、エジプトとカイロの国王史 (Al-nujūm al-Ẓāhira fī mulūk Miṣr wa'l-Qāhira)』（ジャマールッディーン・アブル＝マハースィン・ユースフ、アラビア語）
- 『諸王国の知識の道、マムルーク王朝史 (Al-sulūk li ma'rifat duwal al-mulūk)』（アル＝マクリーズィー、アラビア語）

## 中央アメリカ・南アメリカ

### メソアメリカ
- 『ポポル・ヴフ』（キチェ語）
- 『チマルポポカ絵文書』
  - 『クアウティトラン年代記』（ナワトル語）
- 『メシカヨトルの歴史』（テソソモク、ナワトル語）
- 『メキシコの歴史』（テソソモク、スペイン語）
- 『メキシコ征服記』（ディアス・デル・カスティーリョ）
- 『ユカタン事物記』（ディエゴ・デ・ランダ）
- 『インディアス史』、『インディアス文明誌』（ラス・カサス）

### カリブ海
- 『海賊史』（キャプテン・チャールズ・ジョンソン）

### アンデス
- 『インカ皇統記（スペイン語版、英語版）』(インカ・ガルシラーソ・デ・ラ・ベーガ)
- 『ペルー年代記（スペイン語版）』(シエサ・デ・レオン（スペイン語版、英語版）)
- 『インカ帝国遠征記』（フランシスコ・デ・ヘレス、ペドロ・サンチョ）
- 『無名征服者によるペルー征服記』
- 『ペルー王国の発見と征服』（ペドロ・ピサロ）
- 『インカの反乱』（ティトゥ・クシ・ユパンギ）

## オセアニア

### ツバル
- 『ツバル史（Tuvalu: A History）』（Simati Faaniu、Laloniu Samueluら）